# Summit (condado de Juneau, Wisconsin)
Summit es un pueblo ubicado en el condado de Juneau en el estado estadounidense de Wisconsin. En el Censo de 2010 tenía una población de 646 habitantes y una densidad poblacional de 6,75 personas por km².

## Geografía
Summit se encuentra ubicado en las coordenadas 43°41′20″N 90°7′58″O / 43.68889, -90.13278. Según la Oficina del Censo de los Estados Unidos, Summit tiene una superficie total de 95.64 km², de la cual 95.61 km² corresponden a tierra firme y (0.04%) 0.03 km² es agua.

## Demografía
Según el censo de 2010, había 646 personas residiendo en Summit. La densidad de población era de 6,75 hab./km². De los 646 habitantes, Summit estaba compuesto por el 97.83% blancos, el 0% eran afroamericanos, el 0.31% eran amerindios, el 0% eran asiáticos, el 0% eran isleños del Pacífico, el 1.86% eran de otras razas y el 0% pertenecían a dos o más razas. Del total de la población el 2.01% eran hispanos o latinos de cualquier raza.